# 올리비에 지로
올리비에 다미앵 지로(프랑스어: Olivier Damien Girault, 1973년 2월 22일~)는 프랑스의 핸드볼 선수, 감독으로 현역 시절 포지션은 레프트윙이다.